# Васильев, Денис Андреевич
Денис Андреевич Васильев (род. 31 декабря 1993 года, Астрахань, Россия) — российский гандболист, линейный клуба «Балатонфюред» и сборной России. Мастер спорта России.

## Карьера
Начинал играть в гандбольном клубе «Динамо» (Астрахань). Профессиональную карьеру продолжал в команде «Чеховские медведи». Затем перешёл во французский клуб «Шартр Метрополь».
Играл за сборную России на ЧМ-2021.

## Достижения
- Чемпион России: 2018—2020
- Победитель Кубка России: 2018—2020
- Чемпион Украины: 2021
- Победитель Суперкубка Северной Македонии: 2022